# Dünnern
La Dünnern est une rivière de Suisse, affluent de l'Aar, donc un sous-affluent du Rhin.

## Parcours
La Dünnern prend sa source dans le massif du Jura, à proximité de Welschenrohr. Elle coule ensuite vers le nord-est jusqu'à Balsthal où elle traverse une cluse pour passer à Oensingen. Elle continue de nouveau vers le nord-est jusqu'à Olten, où elle rejoint l'Aar.
Sur son parcours entre Welschenrohr et Balsthal elle traverse le parc naturel Thal. 

### Sources
- (de) Cet article est partiellement ou en totalité issu de l’article de Wikipédia en allemand intitulé « Dünnern » (voir la liste des auteurs).